# Palicourea macarthurorum
Palicourea macarthurorum är en måreväxtart som beskrevs av Charlotte M. Taylor. Palicourea macarthurorum ingår i släktet Palicourea och familjen måreväxter. Inga underarter finns listade i Catalogue of Life.